# روبرت كوهلر
روبرت كوهلر (بالألمانية: Robert Koehler)‏ هو رسام ألماني، ولد في 28 نوفمبر 1850 في هامبورغ في ألمانيا، وتوفي في 23 أبريل 1917 في منيابولس في الولايات المتحدة.

## وصلات خارجية
- روبرت كوهلر على موقع مونزينجر (الألمانية)